# Wolfskuhle

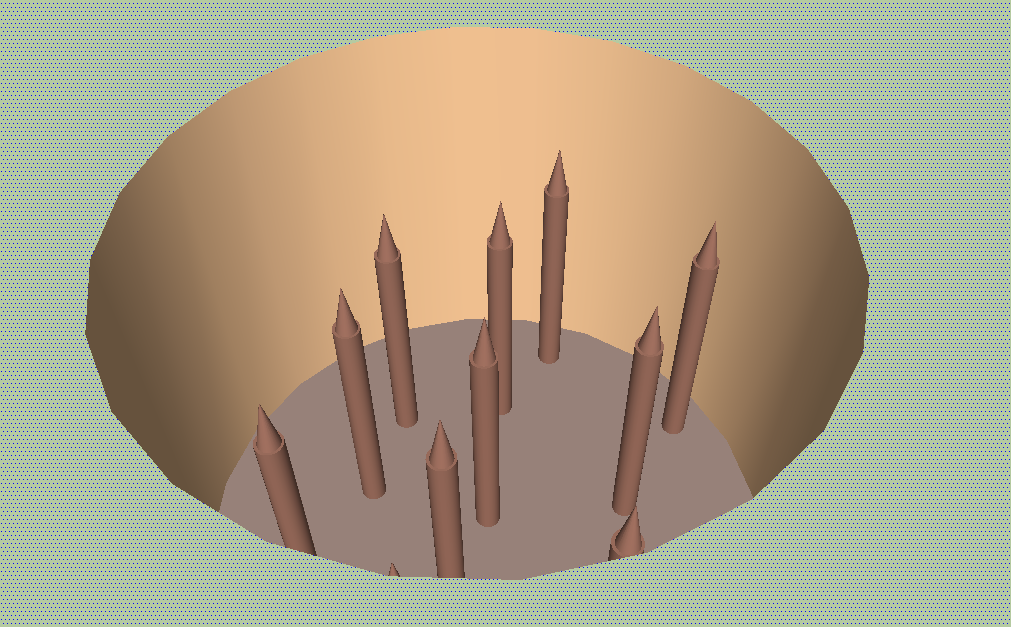
Wolfskuhle

Eine Wolfskuhle niederdeutsch Wolfskaule, mittelhochdeutsch (-kaule als Flurbezeichnung) niederländisch Wolfskuil, siehe auch Kaute, war im Mittelalter bis in die Neuzeit eine Fangeinrichtung.

## Jagdliche Verwendung
Wolfskuhlen wurden zur Jagd auf Wölfe oder andere für Jäger gefährliche Tiere genutzt. Analog wurden gleichartige Einrichtungen zur Jagd auf Bären Bärenkuhle genannt. Der genaue Unterschied der ebenfalls zu Wolfs- und Bärenfang genutzten Wolfsgruben ist unbekannt; die Bezeichnung Kuhle ist allgemein ein Synonym für Mulde oder Loch.
Häufig wurden Wolfskuhlen entlang von Landwehren angelegt. Die Landwehr leitete die Flucht der gejagten Tiere entlang dem Sperrwerk und führte es zu der zuvor präparierten Grube. Wolfs- oder Bärenkuhlen bestanden aus einer mit Ästen, Reisig oder ähnlichem, losem Naturmaterial abgedeckten und getarnten Fallgrube, in die das Tier hinab stürzen sollte. Die Fallgrube konnte sowohl zum Lebendfang als auch mittels angespitzter Pfähle zum direkten Töten des Tieres genutzt werden. Zum Fang wurde in einer weiteren Variante ein Locktier, zum Beispiel ein Schaf oder Ziege, als Köder verwendet, das die Raubtiere anlocken sollte.

## Verwendung als Festungsbauwerk

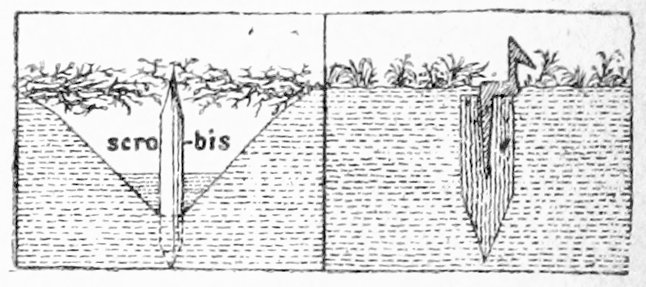
Wolfskuhle (links) und Wolfsangel (rechts)

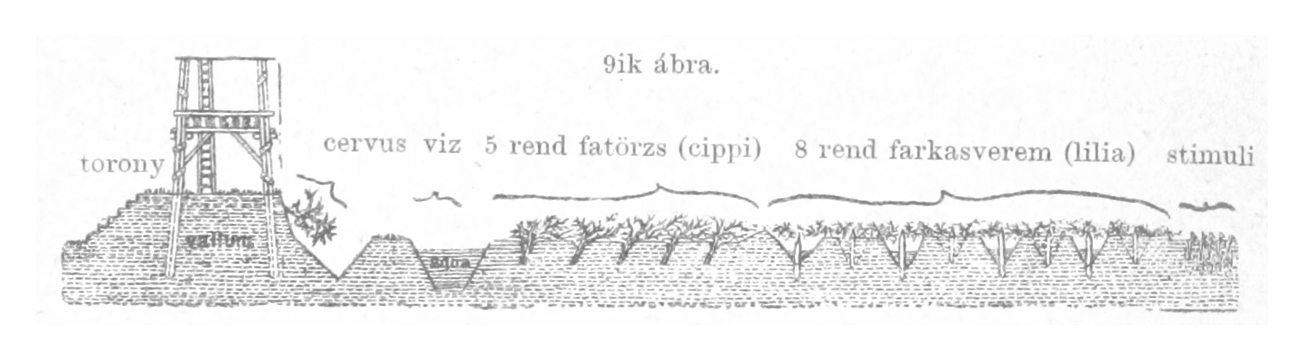
Rekonstruktion des römischen Belagerungsrings um die Dakerfestung Sarmizegetusa

Die Verwendung von Wolfskuhlen und Wolfsangeln war schon in der antiken römischen Militärtechnik ein Mittel zu Befestigung von Marschlagern und zur „Verminung“ im Gelände.
Von Menno van Coehoorn wurde der niederländische Begriff Wolfskuil als Bestandteil von frühneuzeitlichen Festungsbauwerken dokumentiert. Sie waren als Fallen bei Palisadenanlagen wie Tambours vorgesehen.

## Geografie
Die Existenz von Wolfs- oder Bärenkuhlen spiegelt sich in heutigen Orts- und Flurnamen wider. In Deutschland sind folgende Beispiele und Variationen bekannt:
- Gut Wolfskuhle, Bremen
- Wolfskuhle, Essen
- Wolfskaule in Euskirchen[4]
- Wolfskaule in Wachtberg[5]
- Wolfskaute in Rauschenberg
- Wolfskuhl in Lindlar[6]
- Wolfskuhl in Monschau[7]
- Wolfskuhl in Simmerath[8]
- Wulfskuhl in Vellahn[9]
- Wolfskuhle in Menden (Sauerland)[10]
- Wolfskuhle in Wuppertal, siehe Wolfskuhle (Beyenburg)
- Wolfskuhle in Wuppertal, siehe Wolfskuhle (Ronsdorf)
- Wolfskuhlsee
- Wolfskull als Flur- und Straßenname in Viersen, ebenso angrenzender Rastplatz an der Autobahn A61
- Wulfskuhl
- Wulfeskuhle in Bad Salzdetfurth[11]
- Wulfeskuhle in Schloß Neuhaus[12]
- Bärenkuhle in Morsbach[13]
- Bärenkuhle in Stromberg (Hunsrück)[14]
- Wolfskauler Höfe in Merzenich Golzheim[15]